# Herb gminy Buczek

Herb gminy Buczek

Herb gminy Buczek przedstawia w polu czerwonym inicjał „B”, srebrny, z koroną złotą o trzech kwiatonach. Z obu flanek stuły złote. Nad nimi żeleźce srebrne, pod nimi, takież żeleźce na opak.
Koronowany inicjał „B” odwołuje się do nazwy gminy. Stuły oznaczają tutejszą parafię, której historia sięga XIV wieku. Żeleźce to element herbu Bogoria Buczkowskich – pierwszych udokumentowanych właścicieli Buczka.